# Siemienicha (rejon charowski)
Siemienicha (ros. Семениха) – wieś w Rosji, w rejonie charowskim obwodu wołogodzkiego. W 2010 r. liczyła 179 mieszkańców.